# Ardops nichollsi
Ardops nichollsi är en fladdermusart som först beskrevs av Thomas 1891. Arten förekommer på Dominica, Guadeloupe, Martinique, Montserrat, Nederländska Antillerna, Saint Lucia, Saba och Saint Vincent och Grenadinerna. Ardops nichollsi är ensam i släktet Ardops som ingår i familjen bladnäsor. IUCN kategoriserar arten globalt som livskraftig.
Inga underarter finns listade i Catalogue of Life. Wilson & Reeder (2005) skiljer mellan 5 underarter.

## Beskrivning
Arten vistas i skogar och den uppsöker även fruktodlingar. Den vilar i trädens kronor eller gömd i annan vegetation. Det finns troligen flera parningstider fördelad över året. Per kull föds vanligen en unge.
Individerna når en kroppslängd (huvud och bål) mellan 50 och 73 mm och en vikt av 15 till 19 gram. En svans saknas. Pälsen har en gråbrun färg och det finns inga strimmor i ansiktet eller på kroppen. På ryggen är pälsens hår 9 till 11 mm långa och trefärgade. De är mörka vid roten, ljusare i mitten och brun vid spetsen. Flygmembranen har en mörkbrun färg. Undersidan är täckt av brun päls som kan ha en grå skugga. Ytterligare kännetecken är en vitaktig fläck nära axlarna samt en gulgrön tragus i örat.